# Ministerstwo Przemysłu Rolnego i Spożywczego
Ministerstwo Przemysłu Rolnego i Spożywczego – polskie ministerstwo istniejące w latach 1949–1956, powołane z zadaniem działania w obszarze przemysłów związanych z rolnictwem i innymi rodzajami przemysłu spożywczego. Minister był członkiem Rady Ministrów.

## Ustanowienie urzędu
Na podstawie ustawy z 1949 r. o zmianie organizacji naczelnych władz gospodarki narodowej zniesiono urząd Ministra Przemysłu i Handlu i utworzono urząd Ministra Przemysłu Rolnego i Spożywczego obok takich urzędów jak: Ministerstwa Górnictwa i Energetyki, Ministerstwa Przemysłu Ciężkiego, Ministerstwa Przemysłu Lekkiego, Ministra Handlu Wewnętrznego i Ministra Handlu Zagranicznego.

## Ministrowie
- Bolesław Rumiński (1949–1950)
- Mieczysław Hoffman (1952–1956)

## Zakres działania urzędu
Do zakresu działania urzędu Ministra Przemysłu Rolnego i Spożywczego należały sprawy:
- przemysłu cukrowniczego;
- fermentacyjnego;
- tłuszczowego;
- cukierniczego;
- surogatów kawy;
- namiastek spożywczych;
- ziemniaczanego;
- spirytusowego;
- tytoniowego.

### Szczegółowe zadania
We wszystkich tych gałęziach przemysłu do zakresu działania Ministra Przemysłu Rolnego i Spożywczego należało:
- planowanie gospodarcze i polityka inwestycji;
- kierowanie działalnością podległych przedsiębiorstw państwowych, państwowo-spółdzielczych oraz pozostających jednostek gospodarczych pod zarządem państwowym;
- ustalanie kierunku i nadzorowanie działalności przemysłowej central spółdzielni, central spółdzielczo-państwowych i spółdzielni;
- nadzór nad urządzeniami technicznymi;
- arbitraż w sprawach majątkowych między przedsiębiorstwami i instytucjami podlegającymi Ministrowi Przemysłu Rolnego i Spożywczego;
- sprawy kadr oraz współdziałania z właściwymi władzami w sprawach zatrudnienia;
- organizowanie badań naukowych, publikacja wydawnictw i nadzór nad instytutami naukowo-badawczymi.

## Zniesienie urzędu
Dekretem z 1956 r. o utworzeniu urzędu Ministra Przemysłu Spożywczego zniesiono urzędu Ministra Przemysłu Rolnego i Spożywczego oraz urząd Ministra Przemysłu Mięsnego i Mleczarskiego.